# Bruno Quaresima
Bruno Quaresima (Vicenza, 2 luglio 1920 – Vicenza, 26 agosto 1999) è stato un calciatore e allenatore di calcio italiano, di ruolo centravanti.

## Carriera
Legò per quasi tutta la carriera da calciatore alla maglia biancorossa del L.R. Vicenza provenendo dalla Palladio, società del vivaio del Vicenza. A 18 anni venne mandato a fare esperienza alla Fiumana in Istria per fare esperienza, conquistando la promozione dalla Serie C alla B. Passò poi al Vicenza appena ventuenne nel 1941, esordiendo col botto in Serie B segnando ben 20 reti che valsero ai vicentini la promozione in massima divisione.
In Serie A fu fra i protagonisti della risicata salvezza del Vicenza, ottenuta all'ultima giornata con un clamoroso 6-2 a Torino contro la Juventus. Dopo il campionato di guerra del 1944 fu catturato dai tedeschi e mandato in un campo di concentramento.
Tornato a casa dopo la fine della guerra, fu fra i primi giocatori a rispondere all'appello di Pietro Spinato che cercava di mettere insieme una squadra per disputare il campionato. Dopo un discreto torneo 1945-1946, Quaresima si mise in luce con 13 reti nel 1946-1947, stagione in cui il Vicenza ottenne il quinto posto, a lungo miglior prestazione della squadra in massima serie.
Nell'estate 1947 fu acquistato dall'Inter e in nerazzurro non smentì le promesse ritrovandosi capocannoniere a dicembre di quell'anno. Fu tuttavia vittima di un grave doppio infortunio (frattura prima della clavicola e poi del perone) che ne minò la carriera, e non solo la stagione, che chiuse con 25 gare su 40 con ben 16 reti. In quella stagione realizzò tra l'altro due quaterne, contro Alessandria e Bari.
Tornato a Vicenza nel 1948, fu il bomber della squadra per tre anni di seguito, in cui realizzò ben 51 reti. Dopo una non fortunata avventura alla neopromossa SPAL di Paolo Mazza e una stagione nel Marzotto Valdagno, rientrò a Vicenza, divenuto Lanerossi a giugno, nel 1953 giocando 12 gare e segnando 2 reti.
È il decimo biancorosso di tutti i tempi con 246 presenze in campionato e il secondo fra i bomber con 107 reti.
In carriera ha totalizzato complessivamente 104 presenze e 39 reti in Serie A e 178 presenze e 78 reti in Serie B.

## Palmarès

### Giocatore

#### Competizioni nazionali
- Serie C: 1

Fiumana: 1940-1941
- IV Serie: 1

Belluno: 1954-1955

### Allenatore

#### Competizioni regionali
- Prima Categoria: 1

Conegliano: 1965-1966